# LAST EXILE
『LAST EXILE』（ラストエグザイル）は、GONZO制作の日本のテレビアニメ作品。

## 概要
GONZOの10周年記念作品。2003年4月7日から9月29日までテレビ東京ほかで放送された。全26話。2007年11月21日にDVD-BOXが発売された。
2011年10月に、続編『ラストエグザイル-銀翼のファム-』がCBCほかにて放送された。
斎藤千和はラヴィ役を演じたことで、声優業をこなすことについて初めて深く考えさせられ、世界観が変わっていったという、斎藤にとってターニングポイントというべき作品となった。また、タチアナ役の喜多村英梨と、ホリー役の花澤香菜の両名は本作が声優デビュー作である。
またクラウス、ラヴィ、アル達のその後を描いたコミック『ラストエグザイル-砂時計の旅人-』が2011年9月より『ニュータイプエース』（角川書店）にて連載された。作画はムラオミノルで全2巻。

## ストーリー
物語の舞台は、砂時計型の人工惑星プレステール。世界は「アナトレー」と「デュシス」の二つの大国と、プレステールを管理する「ギルド」の3つの勢力に分かれていた
。しかし、クーデターによってギルドの全権を握ったデルフィーネは世界の管理に興味を示さず、気象制御装置の故障を放置したことにより、両国では気候変動が起こった。寒冷化が始まったデュシスはアナトレーとの戦争を始めるが、それもギルドによって支配される不毛な戦いであり、ごく一部の貴族を除き、両国の平民は一杯の清浄な水にさえ事欠く苦しい生活を強いられていた。
主人公はアナトレーに暮らすパイロットのクラウス。ヒロインは幼馴染でナビゲーター兼メカニックのラヴィ。2人は自分たちの父親が残した小型飛空挺「ヴァンシップ」を駆使して「空の運び屋」を営む傍ら、両国を隔てる大嵐「グランドストリーム」を超えることを夢見て、日々仕事と機体の改造に励んでいた。
ある日、ノルキア杯に出場した2人はギルドの星型ヴァンシップに追われるパイロットのラルフとナビゲーター、そして少女アルヴィス（アル）を目撃する。彼らを救助したクラウスはラルフからアルをシルヴァーナに届ける依頼の引き継ぎを頼まれる。クラウスは不穏な噂の絶えないシルヴァーナと関わりを避けようとするラヴィの反対を押し切り、依頼を引き受ける。
途中ギルドの妨害に遭いながらも、アルをシルヴァーナ艦長・アレックスに届けることに成功するが、アルを心配したクラウスは強引にシルヴァーナに乗船する。さらに、ラヴィに惚れた銃兵のモランや、クラウスの操縦技術に興味を抱くデルフィーネの弟ディーオと、目付役のルシオラもシルヴァーナに乗船。個性的な面々が集い、船の中が騒がしくなる一方で、アレックスはある目的のため、時にはクラウスも利用し、着々と作戦を進める。
やがて、クラウスとアレックスの関係が明かされる。クラウスの父ハミルカルは、伝説的なパイロットであり、アレックスは昔彼に師事していた。そして、アナトレーの依頼を受けてデュシスへの和平の親書を届けるため、共にグランドストリームを越えようとしたが、ギルドの妨害によって失敗し、アレックスだけ生き残ったのだった。
また、アレックスがアナトレー皇帝に反逆してまで達成しようとする目的も明かされる。それは、祖先がプレステールに移民する際に使った移民船「エグザイル」を入手することであり、そのための生体キーであるアルと、ギルドの4大家系に伝わるミュステリオン（パスワード）の収集。そして、恩師と恋人のユーリスが死んでいく様を嘲笑したデルフィーネへの復讐であった。
やがて戦争は佳境を迎え、デュシスは強引にアナトレーへの移民を強行。クラウスたちはデュシスのドゥーニャからデュシスの国土が失われたことを知らされる。シルヴァーナ副官で、現皇帝の娘ソフィアは皇帝に和睦を進言するが聞き入れられず、国土を失い背水の陣を敷いたデュシスは皇都まで進軍し、皇都は火に包まれ、戦火の中で皇帝は亡くなった。
その後、ソフィアはデュシスとの会見の場で、かつて届けられる筈だった皇帝の親書の写しを示す。アナトレーとデュシスは同盟を結ぶこととなり、ソフィアは自らが皇帝に即位し、両国同盟の盟主となる旨を宣言する。ギルドとの戦争が迫る中、クラウスとラヴィは退鑑を促されるが、先の戦いで「運び屋」たちを戦争に巻き込んだ責任を重く受け止め、シルヴァーナに残り戦うことを誓う。
その後、グランドストリーム内に漂うエグザイルを入手する作戦に参加したクラウスだったが、作戦の途中にシルヴァーナがデルフィーネの手に落ち、アレックス達と共に捕らえられてしまう。さらにクラウスの前には、デルフィーネによって心を壊されたディーオが立ちふさがった。デルフィーネはアレックスからミュステリオンを聞き出そうとするが、最後の一つは保険としてアレックスも知らないままにしていたため、エグザイルの掌握には失敗し、エグザイルはその防衛機能によって両陣営を攻撃しはじめる。
ルシオラの犠牲により脱出に成功し、アナトレーへと一時帰還したクラウスは、デュシスにとどまるエグザイルと対峙するシルヴァーナに最後のミュステリオンを届けるという重大な使命を背負い、ラヴィとアルの3人でグランストリームに挑む。
エグザイルの攻撃によって満身創痍の状態となったソフィア率いるシルヴァーナの姿を見てデルフィーネは勝利を確信し、嘲るようにアレックスに近付くが、その隙を突いたアレックスがデルフィーネの首をへし折り復讐を果たすと同時に、シルヴァーナの砲火によって爆炎の中に散った。
クラウスはグランドストリーム内でディーオの襲撃に遭うが、ディーオはルシオラがいないことで錯乱し行方不明となる。グランドストリームを抜け、クラウス達はエグザイルへとたどり着くと、アルの接近に反応し攻撃を止めたエグザイルは、クラウスとアルが唱えたミュステリオンによって本来の移民船としての機能を取り戻した。
ギルドは壊滅し、戦いは終わった。エグザイルに乗ったクラウスたちは、エグザイルの中に父達の朽ち果てたヴァンシップと、届けられなかった和平の書簡を見つけ、 父が最後まで使命を全うしようとしたことを悟ったラヴィは泣き崩れる。
ハミルカルとジョルジュの墓前で、アナトレーを代表するラヴィの手からデュシスを代表するドゥーニャの手に和平の書簡は渡された。エグザイルによって故郷の星へと戻った人々は恵み豊かな新たな大地で生命を育んでいく。一面の麦畑を見下ろしヴァンシップで飛ぶクラウスとラヴィ、それを見上げるモランとドゥーニャとその弟妹の姿を映し幕を閉じる。

## 登場人物

### 主要人物
クラウス・ヴァルカ
声 - 浅野まゆみ
本作の主人公。15歳。低血圧で朝に弱くラヴィからは“ねぼすけ”とよく言われている。普段はのんびり屋だがヴァンシップでの仕事などはしっかりとこなし、やるときはやる性格。虫が苦手。ノルキアのヴァンシップ組合に所属しており、大人顔負けの飛行記録を持つ。インメルマンターンとシザーズを得意としており、ディーオからは“インメルマン”と呼ばれる。
父親達の果たせなかった、グランドストリームを越えることを夢見ながら日々の仕事をこなしていたが、アルヴィスをシルヴァーナまで届ける任務を引き継いだ事により世界の大きな流れに巻き込まれていく。
終盤、ラヴィ達と共にグランドストリームを突破し、エグザイルを起動させる偉業を達成した。
ラヴィ・ヘッド
声 - 斎藤千和
クラウスのナビで幼馴染。15歳。常に元気な女の子でのんびり屋のクラウスを引っ張っている。クラウスとラヴィの父親がパイロットとナビという関係だったため、クラウスとラヴィも自然にそういう関係になった。
クラウス同様、グランドストリームを越えることを夢見ている。クラウスがシルヴァーナにて戦闘に出るようになってからはナビを辞退し、メカニックを担当するようになるが、クラウスがアルを連れてグランドストリームを越える任務をうけた際には再びクラウスのナビに復帰した。
アルヴィス・E・ハミルトン
声 - 白木杏奈
ギルド四大家系の一つ、ハミルトン家の娘。11歳。愛称は“アル”。ギルドを追われた後はアナトレーにある森で乳母と執事と共にひっそりと暮らしていた。人見知りで口数も少なく実年齢より幼く見えるがクラウスやラヴィと出会ってからは明るくなり意外な行動力を見せることもあった。
居場所がギルドに知れてからは皇帝の意向により“世界で一番安全な場所”と称されるシルヴァーナに移されることになるが、アルを乗せたラルフのヴァンシップはギルドに落とされやむなく引き継いだクラウスとラヴィの手によって運ばれた。アレックスをはじめアナトレーの軍人や貴族はアルを“積荷”と呼ぶが、クラウスやラヴィにとっては大切な友達である。
ギルドの四大家系それぞれに伝わるミュステリオンと、生体キーである彼女自身によりエグザイルが起動する。

### シルヴァーナ
アレックス・ロウ
声 - 森川智之
無敵艦シルヴァーナの艦長。28歳。階級は大佐。戦術・戦略のみならず武勇においても卓越したアナトレーきっての英才。昔、デュシスとアナトレーの和平の書簡を届けるために、クラウスとラヴィの父親達と共にグランドストリームを越えようとするが失敗し、婚約者のユーリスも失う。失敗の原因となった事故はデルフィーネの妨害が原因であり、以来彼女への復讐だけが生きる目的となっていた。最終回で復讐を成し遂げ、一言ユーリスの名を呟いたのち、デルフィーネの座乗艦とともに消えた。
クラウスとラヴィが父親達のヴァンシップだと思っていたものは実は彼のヴァンシップであり、幼少の頃の二人とも面識があった。
ソフィア・フォレスター
声 - 山崎和佳奈
シルヴァーナの副長にしてアナトレー皇帝の娘。19歳。階級は中佐。顔立ちがユーリスに似ている。ある目的のためにシルヴァーナに潜入するが、艦長に一目惚れしそのまま副長に。しかしその恋は最後まで叶うことはなかった。
皇帝の死にともない新たなアナトレー皇帝としてデュシスと和平を結び、ギルド掃討作戦の指揮をとる。
タチアナ・ヴィスラ
声 - 喜多村英梨
シルヴァーナに属するヴァンシップ隊隊長。17歳。階級は中尉。機体の色は赤。没落した貴族の出で給金を実家に送っている。ソフィアとは士官学校時代からの知り合いでプライベートでは対等な口をきく。士官学校中退後ソフィアの紹介でシルヴァーナに乗ることになる。
とても固い性格でプライドも高く融通も利かない。クラウスと戦闘に出た際に精神的に脆い部分が露呈し、それ以来クラウスに好意を寄せるようになる。
アリスティア・アグリュー
声 - 桑谷夏子
タチアナのナビ。17歳。階級は少尉。タチアナとは士官学校時代からの友人で、彼女の中退と同時に自らも退学し共にシルヴァーナに乗ることになる。
大人しい見た目とは裏腹に芯は強く、タチアナに対して厳しく接することもある。男性への免疫はなく、クラウスのことを少し意識している。
外伝『ラストエグザイル-砂時計の旅人-』では、クラウスを想うタチアナを応援している。
モラン・シェトランド
声 - 三木眞一郎
アナトレーのマドセイン艦隊の銃兵。戦場ではとにかく生き残り生還賞を20個集め出世することが夢だった。第三次ミナギス会戦で任務で旗艦クラウ・ソラスに訪れたクラウス達と出会い彼らの任務を助ける。マドセイン艦隊を離れた後、ウォーカーの浮きドックでラヴィと再会しシルヴァーナの整備士になる。整備士として不自由の無い生き方をしていたが、ギルド掃討作戦の訓練を目の当たりにし再び銃兵として生きていくことを決意する。
ラヴィやタチアナに惚れては玉砕する恋多き男だったが、最後はドゥーニャにOKを貰った。ギルド兵との戦闘では負傷したが命をとりとめ、母星へ帰還後はドゥーニャとその弟妹達と暮らしている。
ゴドウィン
声 - 石塚運昇
シルヴァーナの整備長。階級は兵曹長。強面の巨漢だが情に厚く涙脆い。腕っ節も強く、巨大な対装甲自動砲（対物ライフルより大きい）を使って戦闘にも参加する。初対面のルシオラに挑むが簡単に倒されてしまった。
ゲイル
声 - 梁田清之
シルヴァーナの副整備長。階級は上等兵曹。他の整備隊員と違って、整備服の上半分を脱いだ格好をしている。同性愛者であるらしく、気に入った男をチェックしている。
コスタビ
声 - 巻島直樹
シルヴァーナのメガネをかけた整備士。階級は上等兵。丁寧な言葉遣いをするが、発言は嫌みったらしく皮肉げで、慇懃無礼そのもの。性格も割と荒々しく、しばしば手が出る。
イーサン
声 - 関智一
シルヴァーナの整備士の一人。階級は二等兵。 手品（大道芸？）が得意。芸の一つである火吹きで戦ったこともある。整備士の中では下っ端で、モランが来てからは後輩が出来た事をとても喜んでいた。
アーサー・キャンベル
声 - 宗矢樹頼
シルヴァーナの航海長。職務に忠実だが、18話でアレックスがデルフィーネへの復讐心から逆上し、地上に皇帝に即位したソフィアが居るにも関わらず、デルフィーネの座乗艦に砲撃命令を下したのを制止した気骨ある人物。
ディック・グリンダル
声 - 徳山靖彦
シルヴァーナの艦橋見張員。
ウィナ・ライトニング
声 - 永田亮子
シルヴァーナの主席聴音員。21歳。非常に聴力に優れ、音響を立体的に把握することができる。
レシウス・ダゴベール
声 - 山路和弘
ギルド四大家系の一つ、ダゴベール家の当主。マリウスと共にアナトレーに亡命した。亡命の際に乗っていたギルド艦のユニットはそのままシルヴァーナに転用され、以降シルヴァーナ機関室でレシウスが管理運用している。偶然訪れたディーオやアレックスとチェスを交える。

### ギルド
プレステールを二つに隔てるグランドストリーム内にある合議制国家。禁欲精神を代々受け継ぎ、古よりプレステールの管理を任された者達で、アナトレーやデュシスに比べかなり高度なテクノロジーを有する。元来、ギルドはハミルトン、ダゴベール、バシアヌス、エラクレアの四家の合議制によって運営されていたが、若くしてエラクレア家の当主となったデルフィーネがギルドを制圧。他の3家の当主をギルドから追放し、ギルドの全権を握った。以降はデルフィーネによる独裁国家に変貌した。さらに、デルフィーネはプレステールの運営にあまり関心を持たなかったため、世界は混乱を増して行くこととなった。
ギルド人の身体的特徴として、髪や肌の色が白ないし淡い色で、基本的に淡い青の瞳・若干尖った耳（スタートレックのバルカン人に似た耳）が挙げられる。
ディーオ・エラクレア
声 - 野田順子
デルフィーネの弟。ギルド四大家系の一つ、エラクレア家出身のプリンシパル。物事に縛られることを嫌い、目新しいものに興味を抱き、面白いものを好きになる。ミステリアスで少し変わっているが基本的には純粋無垢な少年である。姉を極端に恐れている。
姉の下を離れてシルヴァーナを襲うギルド艦に乗っていた。星型と戦うクラウスの天才的な操縦技術を偶然見て彼を“インメルマン”と呼ぶ。そのクラウスと勝負をするためにホライゾンケイブの八耐レースに参加するが敗北。クラウスにさらに興味を持ったためそのままシルヴァーナに乗船することになる。シルヴァーナで暮らす中でクラウスたちと楽しそうに接するようになり、シルヴァーナの面々に誕生日を祝ってもらい、涙を流して喜んだ。
デルフィーネに捕まった後は強制洗脳で記憶を奪われ、性格を破壊されてしまった。徐々に自分を取り戻していくものの、記憶の混乱を引きずったままグランドストリームを飛行中、自分のためにルシオラが墜落死したと錯覚し、物語の終盤でヴァンシップ諸共乱流に流され生死不明となるが、からくも生き延び、続編『銀翼のファム』では冒頭から再登場する。
ルシオラ
声 - 半場友恵
ディーオの側近。幼い頃、デルフィーネから下げ渡されたディーオからルシオラという名を与えられる。ディーオから下僕ではなく友人として扱われてきた。感情をあまり表に出さないが、ルシオラにとってディーオが全て。格闘に長けておりゴドウィンを一撃で卒倒させるほど。
ディーオがシルヴァーナに降りてからもずっと付き添い、ディーオが無垢な笑顔を見せるようになった事を密かに喜んでいた。
ディーオが洗脳された事件をきっかけにギルドへの反抗を決意。デルフィーネに捕まったクラウスたちにディーオを託し逃亡させ、自らはデルフィーネの下へディーオを自由にするために説得に向い、デルフィーネから渡された指輪の力によって光となって消滅した。
デルフィーネ・エラクレア
声 - 根谷美智子
両親を含めたギルド四大家系を排除してマエストロ（最高権力者）に上り詰めた独裁者。24歳。幼い頃から人の命や心を踏みにじることに喜びを感じるサディストであると同時に死と破壊をこよなく愛する美的センスの持ち主で、全てが自分の思い通りになると考えている。好きなものは赤い薔薇。
 ギルドをも超えるテクノロジーと戦艦能力を持つエグザイルに興味を示し、アルヴィスがエグザイルの生体キーの役割を有していることを知り、彼女の確保に乗り出すこととなる。
終盤、アレックスを座乗艦内で虜にしていたが、傲慢さゆえの油断から意識を取り戻していた彼にあえなく扼殺されてしまう。
シカーダ
声 - 巻島直樹
デルフィーネの側近。遺伝子上のルシオラの兄。本来は激情家だがギルドへの忠誠と強い意思で感情を押さえつけている。クラウスたちの逃亡を幇助したルシオラに襲い掛かるが敗北する。

### アナトレー
グランドストリームが隔てたプレステールの世界の片側に存在する帝国。皇帝の下に貴族が権力を振るう君主制国家。高地に住居をかまえる事が権力の象徴であり、皇帝の居城はアナトレーで一番高い山の頂上にある。水は貴重品で平民は貴族の排水をろ過、浄水し利用している。そのうえ気象制御装置の異常によって熱帯化が進んでおり、水の価値が一層高騰する事態となっている。

#### ウルバヌスの乗員
ヴィンセント・アルツァイ
声 - 郷田ほづみ
戦艦ウルバヌスの艦長。アナトレー近衛軍大佐。アレックス、ソフィアとは士官学校時代からの友人。性格はとても快活で飄々としているが、軍人としては優秀でこと戦略に関してはアレックスにも引けを取らない。
コーヒーが好きで戦闘中もコーヒーを欠かさないほか、お気に入りのブレンドコーヒーを「ウルバヌス名物軍艦コーヒー」と称して客人に振舞う。
ソフィアのことを密かに想っているが、彼女がアレックスを慕っていることも知っている。ソフィアが皇帝になってからは特に彼女のために任務を遂行する。
ルーモルト・ドルフストランド
声 - 土屋利秀
ウルバヌスの参謀長。丸眼鏡と短いどじょうひげが特徴。柔軟性には欠けるが堅実な方法で戦果を挙げ、ヴィンセントの意図を先読みし迅速に行動する。ただし、他人の心情を考慮することは苦手のようで、時折ヴィンセントの心情を逆なでするような行動をとってしまう。
新任艦長
声 - 山口健
16話でヴィンセント更迭後に赴任した艦長。貴族出身者らしく口髭をたくわえおネェ言葉で話す退廃的な風貌の人物。ソフィアが乗艦する艦を無警告で砲撃しようとする等、短慮で粗暴。デュシス軍が帝都を強襲した時も何一つ指揮官らしい指示は出せず、遂には逃走する等、無能ぶりを晒す。

#### 皇族・貴族・軍人
皇帝
声 - 北村弘一
アナトレー帝国皇帝でソフィアの父。かつては聡明な君主だったが、長年続くデュシスとの戦争による精神的疲弊によってその美点は削ぎ落とされ、強い猜疑心のみが残った。アルヴィスがエグザイルの生体キーであることを知り、シルヴァーナに運ぶよう手配した。ヴィテリウスの主張を容れギルドとの全面戦争を決意するも、デュシス残存艦隊による帝都奇襲の際、反逆した宰相マリウスと刺し違え息絶えた。
マリウス・バシアヌス
声 - 岩田安生
ギルド四大家系の一つ、バシアヌス家の当主。妻はアナトレー人でギルド内でも穏健派だったが、デルフィーネによってギルドを追われ、アナトレーに亡命した。亡命後、義姉が皇帝との子ソフィアを授かり、義姉が亡くなってからは娘のユーリスと共にソフィアを育てた。
ヴァンシップ技術の提供などアナトレーにとって重要な技術をもたらした。
デーヴィッド・マドセイン
声 - 秋元羊介
ノルキア駐留艦隊（通称、マドセイン艦隊）の司令長官。階級は中将で侯爵の爵位を持つ。騎士道精神を重んじており軍事の重要性をよく知る武人だが、宮廷貴族たちからはしばしば田舎者と見られている。
第三次ミナギス会戦では敗北が濃厚になった戦況でも決して敵に背を見せず最後まで戦うと主張したが、クラウスの説得により退却する。
これにより周囲の貴族からしばし批判を受けノルキア方面防衛の任を解かれたが、ヴィテリウスの死後アナトレー艦隊の総司令となる。
ヴィテリウス・グラミス
声 - 小山武宏
アナトレー軍総司令。階級は大将。貴族主義でアナトレー好戦派のトップ。
皇帝にギルド、デュシス双方の打倒を提唱し、皇帝に和平案を持ち出す宰相マリウスを疎んでいる。皇帝がギルドに反逆を示した途端にソフィア、マリウスを皇帝から遠ざけた。
スコロペンドラ砲により帝都に迫るデュシス残存艦隊全滅を目論むが、ソフィアが乗艦するウルバヌスに砲撃を阻止され死亡。
ヘンリー・ノウルズ
声 - 石波義人
アナトレー西方を領する侯爵。ヴィテリウスと組み帝国の私物化を目論んでいる。息子ノウルズ子爵の仇を討つため、ホライゾンケイプでアレックスの暗殺を試みるも失敗した。
ノウルズ
声 - 土屋利秀
戦艦ゴライアスの艦長で階級は大佐、爵位は子爵。ノウルズ侯爵の晩年に生まれた子供で、取り巻きに囲まれた中で甘やかされて育ち、わがままで尊大な人間になった。「皆殺しのシルヴァーナ」の艦長とは知らずにアレックスに一騎討ちを挑み敗北、ゴライアスと共に沈んだ。

#### ヴァンシップ乗り
ハミルカル・ヴァルカ
声 - 金尾哲夫
クラウスの父で元伯爵。ノルキアで最も優秀なヴァンシップ乗りだった。デュシスへの和平の書簡を届けるためにグランドストリームへ向かうが失敗、そのまま死亡した。
ジョルジュ・ヘッド
声 - 伊藤和晃
ラヴィの父でハミルカルのナビを務めた。ハミルカルと共にグランドストリームへ向かうが失敗、そのまま死亡した。
ユスティーナ・ヴァルカ
声 - 相沢恵子
クラウスの母。早くに亡くなったラヴィの母親代わりとしてクラウスと一緒に育てたが、夫の死後その心労で死去。
ユーリス
宰相マリウスの一人娘。ソフィアの姉のような存在だった。アレックスのナビとしてグランドストリームへ向かうが失敗、そのまま死亡した。
サニー・ボーイ
声 - 相沢正輝
ノルキアのヴァンシップ乗り。普段から鼻毛が伸びており、ラヴィに「鼻毛野郎」と呼ばれている。
ファット・チキン
声 - 巴菁子
ノルキアのヴァンシップ乗り。オカマっぽい口調が特徴、ラヴィに「ブタ鳥」と呼ばれている。18話でスキンヘッドだと分かる。
ハリケーン・ホーク
声 - 石井康嗣
ノルキアのヴァンシップ乗り。ノルキアではトップクラスの実力を誇る。
ラルフ・ウェンズディ
声 - 北出真也
アルヴィスをシルヴァーナに運んでいたヴァンシップ乗りで口にくわえたシナモンバーがトレンドマーク。ギルドの攻撃を受け死亡。死の間際にクラウスにアルヴィスを託した。ミハイルという兄がいる。

#### その他
マドセイン夫人
声 - 雪野五月
マドセイン中将の妻。夫を影ながら支える芯のある女性。自宅を野戦病院として開放した際は自ら看護婦として患者の手当てをした。
ホリー・マドセイン
声 - 花澤香菜
マドセイン中将の娘。9歳。オリーブの花が好きな優しい女の子。父を誇りに思っているが、同時に戦場に赴く父の身を案じている。
デュシスとの和平締結後、ギルドによってノルキアに多大な被害が出た際は自宅を野戦病院にした母と共に看護婦として働く。アルヴィスは働く彼女と出会い、自分も強く生きることを決意する。
ウォーカー
声 - 山口健
浮きドックのオーナー。元はアナトレーの軍人で士官学校時代のアレックスとヴィンセントの教官をしていた。現在は浮きドックを経営しながらシルヴァーナの補給や修理に力を貸している。
ジャンカルロ
声 - 牛山茂
自由都市ホライゾンケイプを治めるジャンカルロ財団のオーナー。裏ではノウルズ侯爵と繋がって金銭のやり取りをしている。金に汚くデルフィーネには「下品なジャンカルロ」と言われており、その逆鱗に触れて肉体を塩にされてしまう。

### デュシス
プレステールのアナトレーと反対側に位置する共和制国家。気象制御装置の異常によりかなりの寒冷化が進んでおり、移民目的でアナトレー侵攻を決定する。侵攻に手間取る間にも寒冷化は進み続け、ついには大型ロケットによる大量移民を強行する。
ドゥーニャ・シェーア
声 - 須藤祐実
デュシスの新米兵士。17歳。弟妹が多いため、食料を優先的に回してもらえる軍人に志願した。
ユニット制圧作戦の訓練中モランと知り合い恋仲になる。作戦時にはモランにより突き飛ばされ突入はしていない。
ネストル・メッシーナ
声 - 有本欽隆
デュシス軍派遣艦隊司令官。アナトレー侵攻への総力戦に際して任命されたが、アナトレーとの徹底抗戦を主張せず共存を提案していた。大量移民の失敗から最後の総力戦をアナトレーに挑むことを決意したが、ソフィアの仲介により共存の道を選んだ。

## 登場する艦船・兵器
シルヴァーナ
デルフィーネのクーデターによる弾圧から逃げたハミルトン、ダゴベール、バシアヌス家の残党の乗艦のユニットを使いアナトレーにて極秘裏に建造された艦。ユニットだけでなく各種の技術もギルドから脱出した人々が保有していたものである。装甲、艦砲を始めとした各種の艤装はギルド協定に違反しており、ギルド戦艦と対等に戦うことが出来る。外観上の特徴としては、船体がアナトレー標準型戦艦に比べかなり小型であること、基調色が黒いことである。ヴァンシップ母艦として機能しうるがアナトレー標準型戦艦に比して搭載可能機数はかなり少ないようである。
また特徴的な艤装として多連装徹甲噴進弾が挙げられる。しかし多連装徹甲噴進弾は設定において混乱が大きかったようで、8話で初登場した際は回転砲のように発射する武装として描かれ、ウルバヌス、ギルドとの戦闘で使用した際は多数の発射口からいっせいに推進力を持った小型の弾頭を発射する武装として描かれた。また小説版では「しりから火を吹く巨大な砲弾」と描写され（アニメでの多連装徹甲噴進弾は通じて小型の砲弾を多数発射する兵器として描かれている）、むしろウルバヌス級の魚雷に近い兵器として捉えられている様子である。なお、ウルバヌスとの戦闘において製作現場では機関全開と多連装徹甲噴進弾の発射が混乱されていたようで、不自然な演出、作画になっている。村濱章司のブログの記事によると、企画、文芸面を担当した鈴木貴昭がかなり細かく複雑な設定を作り、監督も設定を完全には把握しきれない、という状況であったようである。
ウルバヌス級戦艦
アナトレーの次期主力戦艦と目された新鋭戦艦。対ギルド戦を想定してアナトレーの秘密工廠にて建造され、すでに数隻が就役している（同型艦：マルティヌス、ゲオルギウス、セバスティアヌス、ユリアヌス、エウスタキウス）。当初はスコロペンドラ砲と合せてアナトレー皇帝、ヴィステリウスらのギルド制圧戦略の根幹を担う艦とされ、シルヴァーナと交戦したこともあったが、皇帝、ヴィステリウスの死後はソフィアの指揮の下で主力艦として活躍した。その最大の特徴はユニットがギルドのものではなく、アナトレー独自のものであるという点である。これにより一切の航行をギルドの制約なしに行うことが可能になった。このユニットはヴァンシップのクラウディア機関と同じ原理によるもので、クラウディア管の中にクラウディアを高速に循環させることにより浮力を得る。船体そのものはシルヴァーナよりさらに小型であるが、この巨大なクラウディア管が船体後方より突き出ていてかなり異様な艦形になっている。このユニットはギルドユニットを凌駕する性能を持ち、完全無音航行を実現している。
各種の艤装もギルド協定の制限を越えたもので、主砲はギルド戦艦の装甲を一撃で貫通し撃沈させることが可能な威力を有し、ギルド戦艦と互角に戦うことが可能である。なお主砲塔は通常時には装甲下に収納されており、発砲時には装甲の一部を開き、主砲塔を露出させ発砲する。艦首には魚雷発射管を有し魚雷攻撃を行うことができる。この魚雷もかなりの威力を有しスコロペンドラ砲を一撃で破壊した。また、クラッシュラム、巨大チェーンソーなど接近戦向けの武装を搭載していることも特徴的である。
ヴァンシップ母艦としての機能を有しているかは不明であるが、少なくともヘヴィカーゴの離発艦は可能である。
アナトレー標準型戦艦
アナトレーの主力戦艦。ユニットはギルドから貸与されたもので、各種艤装もギルド協定の制約の範囲内（標準型のギルド戦艦の装甲は貫通出来てはならない、など）のものである。ヴァンシップ母艦としての機能を有している。基調色は緑。
レパラシオン級戦艦
デュシスの主力戦艦。ユニットはギルドから貸与されたもので、各種艤装もギルド協定の制約の範囲内であることなどはアナトレー主力戦艦と同じ。主砲が船体下部にあること、グランドストリームの暴風に耐えるため流線系の船体をしていることなどが特徴的。ヴァンシップ母艦としての機能は有しない（そもそもデュシスにはヴァンシップは存在しない）。基調色は白。
ヴァンシップ
アナトレーの小型の複座飛行艇。前座にパイロットが、後座に航法、周辺警戒、弾薬装填などを行うナビが座乗する。主に運び屋として活躍しているが、軍用機としても用いられる。クラウディア管の中にクラウディアを高速で循環させることにより浮力を得て飛行する。このようにギルドに依らない独自のユニットを搭載し、本来であればギルド協定に違反する存在ではあるが、規模が小規模なので黙認されている。しかし、そうしたこともあってヴァンシップ乗りは荒くれ、アウトローとして認識されており、当のヴァンシップ乗りたち自身もそれを誇りに思っている者が多い。よって、ヴァンシップ乗りの一大根拠地であるノルキアは危険な街であると考えている者も多い。
ヴァンシップを用いたレース競技も各地で行われており、草レースから賞金レース、チーム力が求められる耐久レースまで規模は様々である。
軍務においては従来、連絡機程度の役割しか与えられておらず、ヴァンシップへのマイナスイメージも相まって、軍内ではヴァンシップ乗りへの蔑視感情が存在する。
しかしながらアレックスはヴァンシップの戦術的有効性を早くから認識しており、ヴァンシップによる強行偵察、雷撃によってデュシス艦隊に効果的に打撃を与えてきた。こうした事実を元に、ソフィアは対デルフィーネ戦において、ヴァンシップを基軸においた戦術を立て、ギルド艦隊に対し凄まじい打撃を与えた。
ヘヴィカーゴ
大型のヴァンシップ。クラウディア管を上下に2本搭載している。物資、要人の輸送などに用いられる。
ギルド戦艦
ギルドの主力艦。船体は十字架様でかなり巨大である。装甲は非常に堅固であり、グランドストリームの暴風にも完全に耐えることができる。装甲はアナトレー、デュシスの戦艦ではダメージを与えられない。中央正面にガラスの物質で張られた司令室が設置されており、この部分の装甲のみ脆弱で、ヴァンシップに搭載可能な小型のロケット弾で破壊することが可能である。十字架の左右翼の部分に砲塔を多数備えているが、これはどちらかというと防御的な役割を担うもので、威力はそれほど高くない。攻撃の主力は球雷という兵器である。これは極めて強力でウルバヌス級の戦艦であっても直撃すれば一撃で撃沈させることができる。
オドラデク母艦としての機能を有しているかは不明。
ギルド戦艦デルフィーネ専用艦
デルフィーネが座乗する艦。主要諸元はギルド戦艦と同じ。バラを好むデルフィーネに合わせ船体の基調色が赤い。バラの花びらを振りまく機能を有している。
ギルド立会船
アナトレー、デュシス間の戦闘を監督、監視することを主目的とした艦。その他にも、アナトレー、デュシス、ギルド間の対話の場としても機能する。
オドラデク母艦としての機能も有しており、アルヴィス奪取、シルヴァーナ攻撃などの軍事作戦行動の指揮艦として行動したこともある。
オドラデク
ギルドの単座の小型飛行艇。アナトレーなどからはギルド星型と呼称され、オドラデクという名称は小説版にしか登場しない。機動力に優れており、要人誘拐から戦艦攻撃まで幅広い任務に従事する。主要武装はショックカノンとニードルガン。ガンコントロールは自動化されそれなりに高い命中率を持つ。小型でありながら装甲もある程度堅固であるが、いくつか脆弱な場所があり、コツを知っている人間（アレックス、ゴドウィン等）であればライフル、無反動砲等で破壊することも可能。乗員保護システムを搭載し、撃墜、大破された場合でも乗員の安全をある程度は保証する。ギルドテクノロジーを生かし製作されているため、ヴァンシップと比して機動性が高く、ホバリングに近い機動も可能である。一方、耐久力に関しては圧倒的な性能差を有しているわけではなく、ヴァンシップに搭載されている機銃で撃破することができる。
クラウディア・ユニットをコクピット周囲に配置しており、乗員の安全のため全力戦闘可能時間が20分に制限されている。膨大な熱を発する戦闘行動でなければ、その航続距離は2000海里と長大である。
エグザイル
太古の人類が荒廃したもとの世界（地球）からプレステールに移民する際に使用した移民船。発着のためのエアロックはデュシスの湖の下にあるのだが、第一次移民作戦の後はアナトレーとデュシスの中間部に停泊し、もとの世界の受け入れの準備が整うのをかなりの期間に渡って待機していた。この際嵐を使った防壁を構築していたが、これがグランドストリームである。ギルドはこのことを隠し伝説化させ、過去の人々のテクノロジーを独占したことと併せ、プレステール支配の基盤とした。
アルヴィスはエグザイル再起動のための生体キーであり、彼女が生誕したことは即ちもとの世界への帰還作戦発動のための環境が整ったことを意味している。またアルヴィスをキーとして動作させるためのパスワードをミュステリオンとしてギルド四家に伝承させていた。アルヴィス生誕を捕捉したデルフィーネはプレステールの支配権の根拠であるエグザイルが自分のもとを離れることを警戒し、アルヴィスおよび全てのミュステリオンを自らのもとに確保することを企図した。これが『LAST EXILE』の物語の全ての発端であると言える。
待機モードのエグザイルは船体を強固な装甲で覆っており、近付くものは全て触手で攻撃する。この触手の威力は甚大でウルバヌス級戦艦やギルド戦艦をも一撃で沈めることができる。
スコロペンドラ砲
アナトレーの帝都に設置された巨大な要塞砲。形状からみて多薬室砲(ムカデ砲)の一種と思われる。運用には多数の兵員を要するが、一撃でディシス戦艦を撃沈する程の威力がある。ただ連射、速射が出来ない上、巨砲ゆえに砲口部分が無防備であり、そこを付け込まれ、ウルバヌスから発射された魚雷によりあっけなく破壊されてしまう。
なおスコロペンドラとはギリシャ語でムカデクジラを意味する未確認海生生物の意。

## スタッフ
- 原作・アニメーション制作 - GONZO
- 監督 - 千明孝一
- シリーズ構成 - 千明孝一、GONZO
- キャラクター原案 - 村田蓮爾
- アニメーションキャラクターデザイン - 堀内修、ムラオミノル、田中雄一
- プロダクションデザイン - 前田真宏、小林誠
- レイアウトデザイン - うえだひとし
- 美術監督 - 小倉宏昌
- 色彩設計 - 後藤恵子
- 撮影監督 - 堀内隆
- 3Dディレクター - ソエジマヤスフミ
- 編集 - 重村建吾、肥田文
- 音楽 - Dolce Triade
- 音響監督 - 鶴岡陽太
- プロデューサー - 尾留川宏之、今本尚志
- 製作 - ビクターエンタテインメント、GDH

## 主題歌
オープニングテーマ「Cloud Age Symphony」
作詞・作曲・編曲 - 沖野俊太郎 / 唄 - OKINO,SHUNTARO
エンディングテーマ「Over The Sky」
作詞・作曲・編曲 - 黒石ひとみ / 唄 - Hitomi
挿入歌「Prayer for Love」（第10話、第17話）
作詞・作曲・編曲 - 黒石ひとみ / 唄 - Hitomi
挿入歌「skywriting」（第14話）
作詞 - Damian Broomhead / 作曲・編曲 - 沖野俊太郎 / 唄 - OKINO,SHUNTARO
挿入歌「I can see a heart」（第16話）
作詞 - Damian Broomhead / 作曲・編曲 - 沖野俊太郎 / 唄 - OKINO,SHUNTARO
挿入歌「Rays of hope」（第21話）
作詞・作曲・編曲 - 黒石ひとみ / 唄 - Hitomi

## 各話リスト
- サブタイトルはチェスの用語に由来する（チェス用語一覧を参照）。
- 冒頭に行われるサブタイトルのナレーションは全てゆかなが担当。

| 話数   | サブタイトル      | 脚本              | 絵コンテ                   | 演出              | 作画監督                                |
| ------ | ----------------- | ----------------- | -------------------------- | ----------------- | --------------------------------------- |
| 第1話  | First move        | 千明孝一          | 佐山聖子 千明孝一          | 千葉大輔          | しんごーやすし                          |
| 第2話  | Luft Vanship      | 千明孝一          | 前田真宏                   | 磨積良亜澄        | ムラオミノル                            |
| 第3話  | Transpose         | 神山修一          | 関野昌弘                   | 土屋浩幸          | 田中雄一、戸倉紀元                      |
| 第4話  | Zugzwang          | 山下友弘          | 六南匁次                   | 千葉大輔          | 堀内修                                  |
| 第5話  | Positional play   | 冨岡淳広          | 米たにヨシトモ             | 吉田徹            | 谷口守泰、中本尚子 さのえり、植田二三子 |
| 第6話  | Arbiter attack    | 冨岡淳広          | 加瀬充子                   | 遠藤広隆          | 恩田尚之                                |
| 第7話  | Interesting Claus | 神山修一          | 坂田純一                   | 西村大樹          | 戸倉紀元、藤川太                        |
| 第8話  | Takeback          | 山下友弘          | 大久保富彦                 | 渡辺純央          | ムラオミノル                            |
| 第9話  | Calculate Alex    | 冨岡淳広          | 千明孝一                   | 浦田保則          | 祝浩司、細越裕治                        |
| 第10話 | Swindle           | 冨岡淳広          | 大橋誉志光                 | 青木新一郎        | 小林冬至生、神本兼利                    |
| 第11話 | Develop           | 神山修一          | 笹島啓一                   | 秋山勝仁          | 岡崎洋美、清水貴子                      |
| 第12話 | Discovered attack | 冨岡淳広 鈴木貴昭 | 吉田徹                     | 吉田徹            | 谷口守泰、中本尚子 さのえり、植田二三子 |
| 第13話 | Isolated pawn     | 千明孝一          | 小倉陳利                   | 遠藤広隆          | 安彦英二                                |
| 第14話 | Etude Lavie       | 山下友弘          | 大久保富彦                 | 則座誠            | 堀内修                                  |
| 第15話 | Fairy chess       | 冨岡淳広          | 大橋誉志光                 | 磨積良亜澄        | 戸倉紀元                                |
| 第16話 | Breakthrough      | 神山修一          | 越智博之                   | 越智博之          | 原修一                                  |
| 第17話 | Making material   | 冨岡淳広          | 吉田徹                     | 吉田徹            | 谷口守泰、中本尚子 さのえり、植田二三子 |
| 第18話 | Promotion Sophia  | 冨岡淳広          | 千明孝一 前田真宏          | 土屋浩幸          | しんごーやすし、久嶋浩徳 小林冬至生     |
| 第19話 | Sicilian Defence  | 山下友弘          | 若林漢二                   | 若林漢二          | 中井準                                  |
| 第20話 | Grand Stream      | 神山修一          | 大橋誉志光                 | 浦田保則          | ムラオミノル                            |
| 第21話 | Rook Dio          | 神山修一          | 小倉陳利 吉田徹            | 浦田保則 吉田徹   | 奥野浩行、角石亜蘭                      |
| 第22話 | Queen Delphine    | 冨岡淳広          | 秋山勝仁                   | 秋山勝仁 岩田義彦 | 岡崎洋美、清水貴子                      |
| 第23話 | Castling Lucciola | 千明孝一          | 千明孝一                   | 磨積良亜澄        | 久嶋浩徳、奥野浩行                      |
| 第24話 | Sealed move       | 山下友弘          | 松尾慎                     | 松尾慎            | 谷口守泰、中本尚子 さのえり、植田二三子 |
| 第25話 | Quiet move        | 冨岡淳広          | あおきえい                 | あおきえい        | 恩田尚之、堀内博之                      |
| 第26話 | Resign            | 千明孝一          | 本谷利明 若林漢二 千明孝一 | 若林漢二          | 堀内修                                  |

2003年にDVDがリリースされ、2011年に『ラストエグザイル-銀翼のファム-』の放送にあわせてDVD-BOXとBlu-ray-BOXが発売された。

## 関連書
ラストエグザイル-エアリエルログ-
MdNから出版された解説書。設定資料、美術資料などを掲載。製作スタッフが監修している。

## コミック版
ラストエグザイル-砂時計の旅人-
『ニュータイプエース』創刊号（2011年9月号）より、外伝として連載開始。作者は本作の作画監督の一人、ムラオミノル。
1. 1巻 2011年12月26日発売 ISBN 978-4-04-120059-9
2. 2巻 2012年7月7日発売 ISBN 978-4-04-120335-4

## ノベル版
ラストエグザイル
『角川スニーカー文庫』にて放送終了する月に発売されたライトノベル。上・下巻の全2巻。作者は脚本家の一人、神山修一。
1. 上 2003年9月1日発売 ISBN 978-4-04-429601-8
2. 下 2003年10月1日発売 ISBN 978-4-04-429602-5

## アプリ
アニ読メ LASTEXILE
携帯アニメコミックサイトにて携帯コミックが配信されている。アニメコミック。2011年、アニ読メ配信
LASTEXILE Episode Album
vol.1 - vol.26まで販売される予定のスマートフォン向けに閲覧可能の写真集。作中のシーンを収録している。端末のデスクトップの壁紙に利用可能。
2011年、BIGLOBE配信

## コラボレーション
- 2016年6月15日から8月3日にかけて大戦略WEBとのコラボレーションが実施された[3]。劇中のキャラクターやヴァンシップなどが、『大戦略WEB』の士官や兵器として登場する。